# Hongaarse volksmuziek
Hongaarse volksmuziek is volksmuziek afkomstig uit de Hongaarse cultuurkring. Typisch is haar veelkleurigheid, ongeveer 100.000 Hongaarse volksliederen zijn bekend.

## Geschiedenis
Het onderzoek naar Hongaarse volksmuziek is reeds eeuwen geleden begonnen met enkele aantekeningen van volksliederen. De georganiseerde verzameling van volksmuziek begon in 1896 onder het initiatief van Béla Vikár, die een didactische grond voorzag.
László Lajtha, Béla Bartók en Zoltán Kodály traden verder in zijn voetsporen. Het is aan hen te danken dat het onderzoek naar de Hongaarse volksmuziek van in het begin op het hoog niveau stond.
Bartók en anderen hebben niet alleen bij de verzameling, maar ook bij het sorteren, het onderzoek, de systematisering en het praktische gebruik het classificatiesysteem van de volksliederen ontwikkeld. Het aantal verzamelde liederen in het Hongaarse taalgebied is groot. Alleen Bartók en collega's hebben ongeveer 40.000 volksliederen verzameld. Dat aantal is met 300.000 toegenomen, waarvan er slechts 150.000 neergeschreven werden.
Ook gebruikten Bartók en Kodály de volksmuziek in hun werken.
Kodály heeft met de naar hem vernoemde Kodály-methode het onderwijs van volksmuziek in het openbaar onderwijs gebracht. Sindsdien hebben talrijke landen in de wereld de methode overgenomen.
Talrijke verzamelaars hebben het verzamelen van de volksliederen voortgezet. De verzamelingen breidden zich uit over elk gebied van de volkskunde. György Martin legde de basis van het onderzoek van de volksdans vanaf de jaren 1950.
De uitbreiding van de verzamelingen, het hoge niveau van de didactische basis, de organisatie van het door onderzoeksresultaten gefundeerde onderwijs, het complexe beheer van de tradities en vooral het verder leven ervan in Transsylvanië, de energie van de opstand tegen het waardesysteem van de dictatuur, maakten de aanloop van de danshuisbeweging in het begin van de jaren zestig mogelijk.

## De danshuisbeweging
Op 6 mei 1972 werd in Boedapest het eerste danshuis (táncház) geopend door Ferenc Sebő, Ferenc Novák, Béla Halmos en György Martin. Ze begonnen de ongewijzigde dansen en muziek voor optredens te gebruiken. Er verschenen volksdansers, volksmuzikanten, volkszangers, volksdans choreografen,  volksdansgroepen, volksmuziek orkesten, volksdansonderzoekers en volksmuziekonderzoekers.
Veel amateurs begonnen te verzamelen en orkesten, dansgroepen, zangverenigingen ontstonden. Het danshuis werd voor stadsjongeren een van de ontspanningsvormen.
Volksdanskampen creëerden de mogelijkheid om de waarde van de traditionele cultuur op de oorspronkelijke plaats van de dansen te leren, en van zelfs nog levende oude dansers.
Ook internationaal is de dansbeweging van belang. Elke belangrijkere Hongaarse kolonie heeft zijn eigen dansensemble en soms ook orkest. In elke grotere stad van de Verenigde Staten en Australië, en ook in Canada, Argentinië, West-Europa, Japan en Hong-Kong. De leden zijn over het algemeen van Hongaarse afkomst. Bij orkesten hebben de leden soms voor een groot deel geen Hongaarse achtergrond.
De danshuisbeweging is een voorbeeld voor andere folkloristen in de wereld. We kunnen het woord 'táncház' zonder vertaling in Engelse teksten terugvinden, in de oorspronkelijke schrijfwijze.
De politieke ommezwaai van 1989 bracht opnieuw een grote verandering. De danshuisbeweging werd geïnstitutionaliseerd. Er werden volksmuziekscholen met een lager, middelbaar en hoger niveau opgericht. Volksdanslessen kwamen terecht op de uurroosters van kinderen uit de lagere school. Op de Dansacademie (Táncművészeti Főiskola) werd nu ook het vak volksdans gegeven. Het tijdschrift 'Folkmagazin' werd opgericht, www.tanchaz.hu werd de officiële site, waarna er vele andere volgden. De internetradiozender onder de naam 'Folkrádió' werd opgericht. Vakbijeenkomsten werden georganiseerd, zoals de 'Néptánc Antológia' (volksdans anthologie), de 'Szólótáncverseny' (solodanswedstrijd), de 'Táncháztalálkozó' (danshuisontmoeting) en de 'Szakmai minősítő' (beroepskwalificatie). 
De laatste tijd zijn er adaptaties die gebruikmaken van de basisbeginselen van de danshuisbeweging. De basis van de Hongaarse hedendaagse dans werd de volksdans, de 'Experidance' dansproductie houdt spectaculaire show-dans voorstellingen en ook professionele dansensembles verschijnen met hun eigen danstoneelhuizen. De volksmuziek inspireerde al in de jaren 1960 onder andere de muziekgroep 'Illés'. Later had die ook invloed op 'István, a király rockopera', de 'Anima Sound System' en 'Nox'.

## Het classificatiesysteem

### Volgens gebruik
Volgens het gebruik wordt volksmuziek in drie groepen onderverdeeld:
1. Melodieën gebonden aan gelegenheid: regös-liederen, bethlehem-liederen, bruidsliederen, klaagliederen, werkliederen
2. Dansliederen
3. Liederen niet gebonden aan een gelegenheid: liederen met een epische of lyrische tekst

Liederen strikt gebonden aan een gelegenheid bedragen slechts 5-6% van het volledige assortiment. Vergeleken met de omliggende volkeren, blijkt de Hongaarse volksmuziek in het algemeen moderner te zijn, de later ontstane liederen zijn in de meerderheid.

## Volgens stijl
De Hongaarse volksliederen met strofes zijn in twee hoofdgroepen onder te verdelen: oude en nieuwe stijl.

### Oude stijl
Eigenlijk is het een verzamelbegrip, hiertoe behoort elk lied dat voor de nieuwe stijl van 1880 is ontstaan. Alle liederen van in de eeuwen voor 1880 behoren dus hiertoe.
De oudste zijn psalm- en diatonische klaagliederen. Allebei de stijlen spruiten uit een gemeenschappelijke muzikale spreektaal van voor de middeleeuwen. Deze taal werd rond de eeuwwisseling in Europa als een oude erfenis voor liturgische doeleinden gebruikt.
De pentatoniek (muzikaal toonsysteem met slechts vijf verschillende tonen), dalende of koepelend opgestelde melodieën wijzen op nauwe verbanden met oud-Turkse muziek.
De historische liederen, school- en kerkliederen hebben sporen achtergelaten. Deze liederen zijn verbonden met de muziek uit de middeleeuwen en nieuwe tijd in Europa.

### Nieuwe stijl
Vanaf de 19e eeuw is er een revolutionaire nieuwe muziekstijl ontstaan in het Karpaten-bekken. Deze muziek is naar vorm uniform, talrijk en vast.

## Volgens geografische ligging
Volgens geografische ligging kunnen we vier of vijf stijlen onderscheiden. Binnen de vijf dialecten kunnen we de liederen nog verder onderverdelen aan de hand van de landstreek:
1. uit Transdanubië
2. uit Noord-Hongarije
3. uit de Tiszastreek of laagvlakte
4. uit Transsylvanië
5. uit Moldavië, dat soms bij Transylvanië wordt gerekend

## Volgens wijze van voordragen
Volgens wijze van voordragen kunnen we de Hongaarse volksmuziek in drie groepen onderverdelen:
1. enkel a capella gezongen liederen
2. liederen met zang en instrumentale muziek
3. instrumentale muziek

## Volgens muziekinstrumentenensemble

### Gelegenheidsensemble
Gelegenheidsensembles zijn ensembles die geen traditionele bezetting of vast aantal leden hebben. Bijvoorbeeld: citerensembles.

### Vast ensemble
De leden van een vast ensemble zijn beroepsmuzikanten of gedeeltelijke beroepsmuzikanten. De instrumentensamenstelling, het aantal muzikanten en de speelstijl tonen een grotere ruimtelijke en traditionele eenheid.
1. Traditionele, maar nu niet meer karakteristieke bezetting: klarinet-trommel, viool-doedel, enz.
2. Gelijksoortige instrumentenensembles: strijkorkesten (viool-altviool-contrabas), fanfarekorpsen, tamboerijnorkesten.
3. Gemengd opgestelde groepen: strijker-cimbaal, strijkers-tokkelinstrumenten, blazers-trommels, enz.

## Volgens muzikanten
Volgens muzikanten onderscheiden we zigeunerorkesten en boerengroepen.

### Zigeunerorkesten
Ze bestaan uit beroepsmuzikanten en maken muziek naargelang van de wens van de opdrachtgever. Daarom volgen ze de modeveranderingen snel en zijn ze minder traditioneel. Ze voldoen ook aan de behoefte van verschillende etnische groepen.

### Boerengroepen
Boerengroepen bestaan niet uit professionele muzikanten, daarom volgen ze niet zo snel de mode, maar spelen ze meer traditionele en volkse muziek. Het zijn amateurs die meer ontwikkelde en technisch beter uitgeruste zigeunergroepen nabootsen.

## Bartók-ordening
Het eerste samenvattende werk over de volksmuziek werd door Bartók in 1924 met als titel 'A Magyar Népdal' (het Hongaarse volkslied) uitgegeven. Het werd later vertaald in het Duits en in het Engels uitgegeven. Hij gebruikte een beschrijvende-systematische en typologische aanpak. Op formele basis heeft hij de volksliederen in drie grote groepen onderverdeeld.
1. Oude stijl
2. Nieuwe stijl
3. Gemengde stijl

Het belangrijkste uitgangspunt bij de groepering van de liederen was de Hongaarse of vreemde afkomst. Op basis hiervan weerspiegelen de eerste en tweede groep de Hongaarse melodieontwikkeling en de derde groep de vreemde melodieën. Binnen deze groepering gelden de geschiedkundige ontwikkeling en de stijl. Daarmee werd de verzameling niet ‘woordenboek-achtig’.
Hij nam het initiatief voor de uitgave van 'Magyar Népdalok' (Hongaarse volksliederen), wat een universele verzameling is. De oorlog kwam echter daartussen en door de dood van Bartók bleef het ongepubliceerd. Tegenwoordig vormt deze 'Magyar Népdalok' een afgescheiden deel van de verzameling van volksmuziek van het Instituut voor Muziekwetenschappen (Zenetudományi Intézet).

## Kodály-ordening
In zijn studie met als naam 'A magyar népzene' (de Hongaarse volksmuziek) dat in 1937 verschenen is, heeft Kodály de liederen geschiedkundig vergelijkend, dus filosofisch gesystematiseerd. Na de oorlog is de verzameling enorm gegroeid en daarom verwierp hij het universele systeem van Bartók en pleitte hij voor een ‘woordenboek-achtige’ ordening. Dit liet hij echter door zijn leerlingen uitvoeren. Daarom kunnen we niet over een afgesloten gehele Kodály-orde spreken. Net als de verzameling van Bartók is ook zijn verzameling, die bestaat uit 28000 liederen, een afgesloten eenheid in de verzameling van volksmuziek van het Instituut voor Muziekwetenschappen.

## Járdányi-ordening
Het nieuwe systeem dat de gelijkenis van de melodie in acht nam werd door Pál Járdányi uitgewerkt, en in zijn werk met als titel ‘A magyar népdaltípusok’ (De verschillende types Hongaarse volksmuziek) gepubliceerd. Hij stierf vroegtijdig, wat belette dat hij zijn methode kon uitproberen op de volledige verzameling volksmuziek. De resultaten van zijn werk zijn verwerkt in de vandaag gebruikelijke typologie.

## Volksmuziek type
Alle drie de ordeningen hadden de bedoeling dat de gelijksoortige melodieën naast elkaar kwamen. Op elk moment stond dit in contrast met de lexicografische orde. Met het werk van Janka Szendrei en László Dobszay ontstond er in 1975 een nieuwe systematiseringmethode. Om de beginselen van de systematisering tegelijkertijd te doen gelden, werd een nieuw soort begrip ingevoerd.
De nieuwe Typeorde van Volksmuziek bevat het volledige strofemateriaal dat in het bezit is van het Instituut van Muziekwetenschappen, dat ongeveer 150000 liederen zijn.
Het typeorde is in twee hoofdgroepen onder te verdelen:
1. in de eerste hoofdgroep zijn de liederen met ‘oude’ en ‘gemengde’ stijl van Bartók terug te vinden
2. de tweede hoofdgroep bevat de liederen met ‘nieuwe’ stijl

De twee hoofdgroepen zijn verder onderverdeeld in ondergroepen volgens het aantal lettergrepen in de eerste regel van de melodie. Binnen deze ondergroepen zijn de verschillende stijlblokken terug te vinden en die stijlblokken worden onderverdeeld in stijlen. Stijlen zijn basiseenheden van typeordes.

## De contacten van de Hongaarse volksmuziek
Naast de systematisering begonnen Bartók en Kodály ook met het vergelijkend onderzoek van volksmuziek.
Ze ontdekten het parallellisme  van de liederen met oude stijl met Centraal-Aziatische Turkse volkeren en de Anatolische Turken. De volksmuziek van de Fins-Oegrische volkeren staat niet in verband met de Hongaarse volksmuziek met oude stijl. De volksmuziek van het Karpaten-bekken en de Europese volksmuziek vertonen ook geen verwantschap met de Hongaarse volksmuziek met oude stijl.
Volgens nieuwste resultaten hebben onderzoekers van Chinese volksmuziek gewezen op het verband tussen de muziek van de ‘sárig ujgur’, of met andere woorden de ‘jugar’ en de Hongaarse muziek. De muziek van dit klein volk dat behoort bij de Turken en dat in China woont, is het meest verwant met de volksmuziek met oude stijl.
In de loop van de 19e eeuw heeft de nieuwe stijl zich op de laagvlakte ontwikkeld. Snel verspreidde die zich en kwam ze in de mode onder de omliggende volkeren. In tegenstelling tot de oude stijl, die geen invloed had op de muzikale wereld van de omliggende volkeren, hebben de omliggende volkeren heel veel geleend uit de Hongaarse volksmuziek van nieuwe stijl. De omliggende volkeren hebben de Hongaarse volksmuziek ook gevormd, maar hun invloed is van minder belang, de Hongaarse volksmuziek bewaarde haar stijl.

## Hongaarse volksinstrumenten
Praktisch alles wordt als muziekinstrument gebruikt, waardoor de volksinstrumenten een grote variaties vertonen. Bijvoorbeeld alledaagse voorwerpen uit het huishouden zoals een melkkan of twee lepels, maar ook fijne instrumenten zoals een viool, draailier, doedelzak of accordeon.
Het grootste deel van de Hongaarse muziekinstrumenten is uit Azië meegebracht toen het nog ontwikkelder was dan het Westen. Oostelijke muziekinstrumenten: citer, luit, herdersfluit, mondharp, keteltrom, doedelzak, trommel, koebel, bekken, strijkinstrumenten, blaasinstrumenten met dubbel riet, doedelzak, koperblaasinstrumenten.

## Hongaarse volkskoren en solisten

### Solisten
- Gergely Agócs
- András Berecz
- Éva Fábián
- Milán Hetényi
- Tünde Ivánovics
- Irén Lovász
- Mária Mackó
- Árpád Nagy Keresztes
- Andrea Navratil
- Lilla Polgár
- Beáta Salamon
- Márta Sebestyén

### Muziekgroepen
- Bagó Balázs és zenekara
- Barozda
- Bátmonostori Família Tamburazenekar
- Békés banda
- Boglya Népzenei Együttes- Szombathely
- Csalóka együttes
- Csík zenekar
- Csurgó zenekar
- Egyszólam
- Életfa (népzenekar)
- Esztenás
- Fonó (was: Hegedős együttes)
- Juhász Zenekar
- Hírös együttes
- Kalamajka
- Kárpátia
- Kecskés együttes
- Magyar Dudazenekar
- Magyar Tamburazenekar
- Magyar Tekerőzenekar
- Méta
- Micsik Béla és Tamburazenekara
- Muzsikás
- Ökrös zenekar
- Rojtos együttes
- Róna citerazenekar
- Sebő együttes
- Szászcsávás
- Szökős együttes
- Técsói banda
- Téka
- Tenkes zenekar
- Tisza 83' Citerazenekar
- Torontál együttes
- Törköly Zenekar
- Tükrös együttes
- Vasmalom
- Zengő együttes
- Zurgó